# ویکتور میلنر
ویکتور میلنر (انگلیسی: Victor Milner؛ ۱۵ دسامبر ۱۸۹۳ – ۲۹ اکتبر ۱۹۷۲) یک مدیر فیلم‌برداری اهل ایالات متحده آمریکا بود.

## جوایز
وی برنده جوایزی همچون جایزه اسکار بهترین فیلمبرداری شده است.

## بخشی از فیلم‌شناسی
- جلوه عشق (۱۹۲۹)
- مرد دنیادیده (۱۹۳۱)
- این همان شب است (۱۹۳۲)
- یک ساعت با تو (۱۹۳۲)
- دردسر در بهشت (۱۹۳۲)
- کلئوپاترا (۱۹۳۴)
- دلفریب (۱۹۳۷)